# Колба

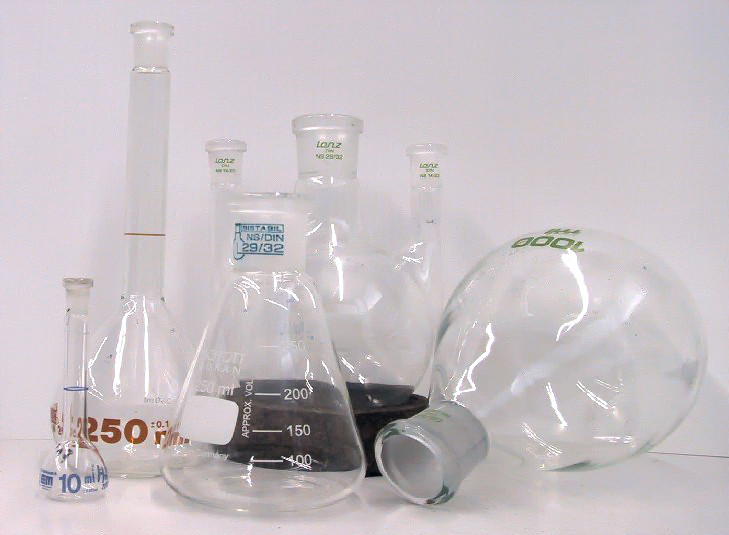
Колби різного розміру

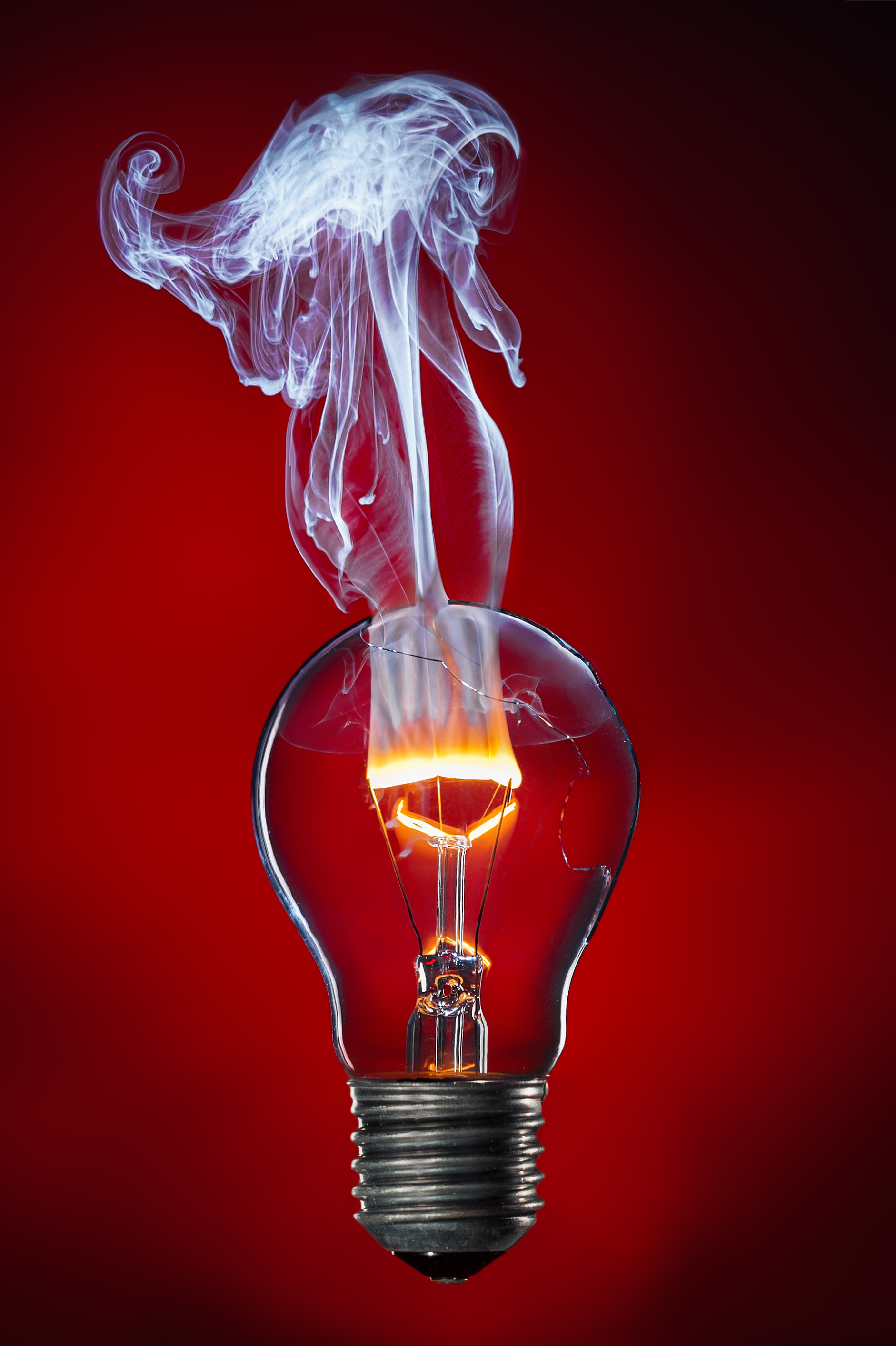
Розгерметизована колба лампи розжарювання.

Ко́лба — скляна посудина з круглим або плоским дном і видовженою шийкою. Застосовують у лабораторній практиці. В іншому розумінні — скляна частина приладу або виробу, часто з вакумом всередині, наприклад колба радіолампи, або колба лампи розжарювання.

## Застосування колб
Колби застосовують в лабораторіях як реакційні посудини. Для підігрівання колб в лабораторіях і в хімічних виробництвах використовують спеціалізовані та універсальні колбонагрівачі.

## Іменні колби
Колба Бунзена — колба, яка призначена для фільтрування. Товстостінна, конічної форми, у верхній частині має відросток для з'єднання з вакуум-насосом або з лінією вакууму. Пристосована для роботи під зниженим тиском. Об'єм від 100 до 10000 мл.
Колба Ерленмеєра — конічна колба, яку застосовують при аналітичних роботах, зокрема при титруванні. Один з епізодів першого сезону секретних матеріалів пов'язаний з колбою Ерленмейера.
Колба Вюрца — круглодонна колба з припаяною до горла скляною відвідною трубкою. Використовується як складова частина приладу для перегонки. Випускається з верхньою, середньою та нижньою відвідними трубками. Об'єм від 25 до 1000 мл.
Колба Кляйзена — призначена для перегонки під звичайним тиском або вакуумної перегонки. Це круглодонна колба, від горла якої відходить друге горло, що має відвідну трубку.
Колба К'єльдаля — термостійка, застосовується для визначення азоту за методом Кьельдаля. Об'єм від 25 до 1000 мл.
Колба Енглера — термостійка, застосовується для возгонки бензину, гасу та інших рідин.
Колба Фаворського — призначена для перегонки під звичайним тиском або вакуумної перегонки. Являє собою двогорлу гостродонну колбу, верхнє горло якої має відвідну трубку.
Колба Богданова — призначена для перегонки парафіну (зокрема під вакуумом) і визначення інтервалу кипіння.
Колба ле Шательє — Кандло — призначена для визначення питомої ваги цементу за допомогою бензину, гасу або бензолу.

## Воронки, які використовують із колбами
Стандартні воронки використовуються для переливання рідин в контейнери з вузьким горлом.

### Насипна воронка
Нагадує стандарний варіант,але має більш коротку і широку трубку, яка забезпечує вільне проходження твердих хімічних речовин.

### Фільтрована воронка
Має всередині вертикальні ребра або канали, які необхідні для того, щоб фільтрувальний папір прилип до воронки.

### Запобіжна воронка
Також називається порційною. Містить довгу трубку і відкриту посудину на верхньому кінці, який за необхідності можна закоркувати.

### Ділильна воронка
Використовується для розділення декількох шарів незмішуваних рідин: в процесі нижній шар або шари стікають через запірний кран. Подібні воронки використовують в експериментах з органічної хімії.